# Geoffrey Wilkinson

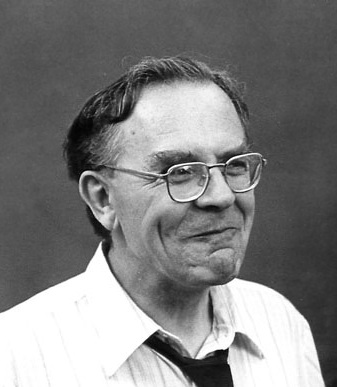
Geoffrey Wilkinson (um 1976)

Sir Geoffrey Wilkinson (* 14. Juli 1921 in Springside, Yorkshire, Großbritannien; † 26. September 1996 in London) war ein britischer Chemiker und Professor für Anorganische Chemie, der 1973 mit dem Nobelpreis für Chemie ausgezeichnet wurde. Wilkinson gilt als Pionier der Metallorganischen Chemie und der homogenen Übergangsmetallkatalyse. Er entwickelte außerdem den Wilkinson-Katalysator, der für die katalytische Hydrierung von Alkenen mit molekularem Wasserstoff verwendet wird.

## Leben und Werk

Struktur von Ferrocen

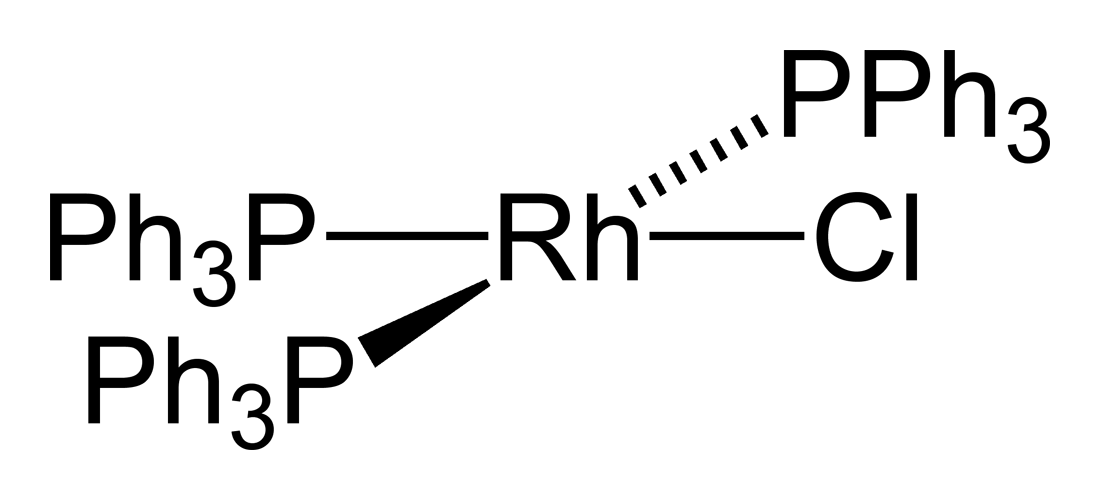
Struktur des Wilkinson-Katalysators

Wilkinson war der Sohn eines Malermeisters. Erste Verbindungen zur Chemie hatte er über einen Onkel, der in eine kleine chemische Zulieferfirma für Pharmaunternehmen eingeheiratet hatte. Wilkinson besuchte mit einem Stipendium die Tormorden Grammar School und studierte ab 1939 am Imperial College London mit dem Abschluss 1941. Im Zweiten Weltkrieg arbeitete er bis 1946 im alliierten Kernenergie-Projekt in Kanada (Montreal, Chalk River Laboratories). Danach war er vier Jahre Mitarbeiter von Glenn T. Seaborg in Berkeley, bevor er an das Massachusetts Institute of Technology ging und sich wieder von der Kernchemie der Anorganischen Chemie zuwandte, speziell Übergangsmetall-Komplexen. Ab 1951 war er an der Harvard University (und ein dreiviertel Jahr in Kopenhagen). Ab 1955 hatte er den Lehrstuhl für anorganische Chemie am Imperial College London inne.
Er schlug 1951 für das Ferrocen eine „Sandwichstruktur“ vor, entwickelte daraus das Konzept der Sandwichverbindungen. Bei den Sandwichverbindungen handelt es sich um Verbindungen von Metallen mit Aromaten, bei denen das Metallatom sandwichartig von den ringförmigen Aromaten eingeschlossen ist. Wilkinson entwickelte auch den Wilkinson-Katalysator.
Er war verheiratet und hatte zwei Töchter.

## Ehrungen
1965 wurde er Mitglied der Royal Society, die ihm 1981 die Royal Medal und 1996 die Davy Medal verlieh. 1970 wurde er in die American Academy of Arts and Sciences gewählt, 1975 in die National Academy of Sciences. Wilkinson erhielt für seine Arbeiten über die Struktur des Ferrocens 1973 zusammen mit Ernst Otto Fischer den Nobelpreis für Chemie. 1976 wurde Geoffrey Wilkinson als Knight Bachelor in den britischen Adelsstand erhoben. Er war Ehrendoktor der University of Bath (1980). Ein Saal im Imperial College ist nach ihm benannt.